# Geraldo Cardoso Décourt
Geraldo Cardoso Décourt (Campinas, 14 de fevereiro de 1911 - 27 de maio de 1998) foi um pintor e ator brasileiro. É conhecido como o inventor do futebol de botão.

## Futebol de botão
Por volta de 1929, Décourt começou a praticar o esporte, que chamou de "Celotex", nome do material usado para a confecção das mesas. Utilizava botões de camisa. Em 1930, lançou o primeiro livro de regras, Regras Officiaes do Foot-ball Celotex.
Em 1998, o Departamento de Futebol de Mesa da Hebraica propôs a instituição do "Dia do Botonista" na data de nascimento de Décourt. Naquele mesmo ano, a Federação Paulista de Futebol de Mesa apoiou o  pedido. Em 2001, o então governador de São Paulo, Geraldo Alckmin, sancionou a comemoração.

## Pintura
Autodidata, era considerado por Paulo Mendes de Almeida "um dos primeiros abstracionistas do Brasil”.
No Salão Paulista de Arte Moderna, conquistou uma medalha de bronze (1961), uma de prata (1962) e o Premio Aquisição (1963).
Suas obras foram incluídas em outros Salões Oficiais, além de exposições coletivas e individuais.

## Filmografia
- 1976 - O Quarto da Viúva
- 1976 - Quem é o Pai da Criança?
- 1975 - A Carne
- 1974 - A Virgem e o Machão
- 1974 - Macho e Fêmea
- 1974 - O Supermanso
- 1973 - Maria... Sempre Maria
- 1973 - Trindade... é Meu Nome
- 1969 - Em Compasso de Espera